# Dobroszyce (plaats)
Dobroszyce (Duits: Juliusburg) is een dorp in het Poolse woiwodschap Neder-Silezië, in het district Oleśnicki. De plaats maakt deel uit van de gemeente Dobroszyce en telt 2248 inwoners.

## Verkeer en vervoer
- Station Dobroszyce